# 迷惘的一代
迷惘的一代（英語：Lost Generation），又称迷失的一代，通常指西方世界在第一次世界大战期间成年的一代人，他們出生於1883年至1900年。
美國作家葛楚·史坦首先創立了「迷惘的一代」這一詞彙，而海明威在其创作的小说太阳照常升起中使用，从而使这一名称广为人知。許多知名的人物都被认为属于迷惘的一代，例如弗朗西斯·斯科特·菲茨杰拉德、埃里希·玛利亚·雷马克、阿道夫·希特勒、貝尼托·墨索里尼、毛泽东等。已知最後一位在世的迷惘的一代時期（19世紀）出生的人是田島鍋，他於2018年去世。

## 由来

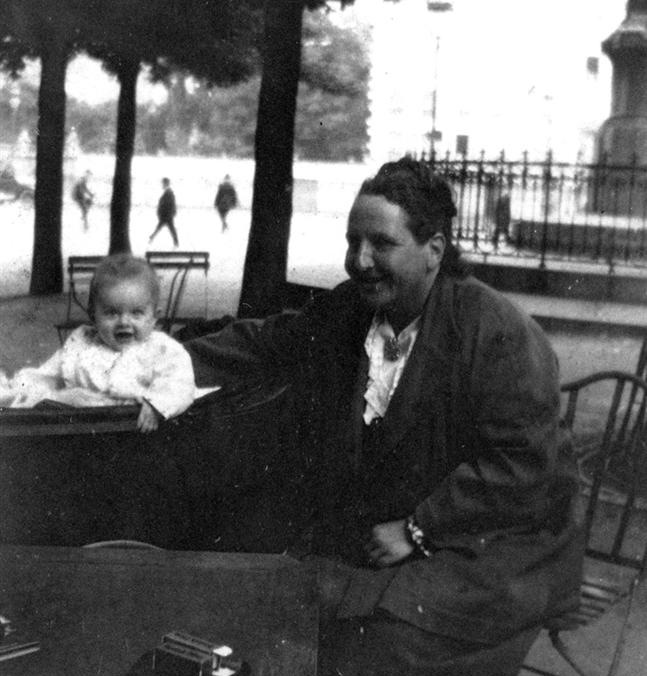
1924年，斯泰因和海明威的儿子杰克在一起。斯泰因在文学界中最初开始使用“迷惘的一代”。

“迷惘的一代”语出格特鲁德·斯泰因，一位旅居巴黎、和海明威关系密切的美国女作家。根据海明威在其《流动的盛宴》一书中的自述，斯泰因曾向其转述和她相识的一位汽车修理厂主的故事:29。这家修理厂中，一位为斯泰因修车的年轻的修理工未能将汽车修好，其糟糕的表现使得斯泰因向汽车修理厂主抱怨。这位厂主认为这些刚经历过第一次世界大战的二三十岁的年轻人相比战前的一代来说，不再那么容易训练，因而指着这名修理工喊道：“你们都是迷惘的一代。”:273斯泰因转述这个故事的同时，还对海明威评论：“这就是你。这就是你们这一代人……你们这些经历过战争的年轻人。你们是迷惘的一代。”:29

## 定義
在美国，“迷惘的一代”指一战期间或咆哮的二十年代中成年的一代人。对这一代人的另一种称呼是“一战一代”。史侯世代理论给出了确切的定义，认为这一代人出生于1893年和1900年之间。在欧洲，这一代人又被称为“1914年一代”，以纪念1914年一战开始。在许多海外侨民聚居的法国，他们也被称为“火焰中的一代”。
由于英语中“Lost”一词也有“失去”的意思，因此在英国，“Lost Generation”原本被用于表示在战争中死亡（失去）的一代，并且经常暗指上流社会人士，认为他们原本更有可能成为社会的精英，例如作曲家乔治·巴特沃思、物理学家亨利·莫塞莱、诗人威尔弗雷德·欧文、伊萨克·罗森堡、鲁珀特·布鲁克等人。在2008年后的经济衰退中，“失落的一代”也被用于讨论失业率高的年轻一代。

## 扩展阅读
- Meyers, Jeffrey. . London: Macmillan. 1985. ISBN 0-333-42126-4.
- Fitch, Noel Riley. . Norton. 1985  [2012-07-19]. ISBN 0-393-30231-8. （原始内容存档于2017-04-07）.